# Фенотип
Фенотип е термин от генетиката, с който се означава съвкупността от всички забележими белези на даден организъм, проявени в резултат на точно определен генотип (генетична програма) и влиянието на факторите на средата.
В по-тесен смисъл терминът фенотип се използва за характеристика на ограничен брой черти, за които има информация от генетичен експеримент, могат да бъдат наблюдавани и оценени в рамките на една популация. В този смисъл се говори за фенотипна проява на избраните черти. Като примери могат да се посочат: фенотип „син цвят на очите“, фенотип „кафяв цвят на косата“, без да се споменават други характеристики на индивида, като например ръст или цвят на кожата. Съвкупността от всички възможни характеристики обаче представлява фенотипа на индивида в широк смисъл.

## Историческа справка
Терминът „фенотип“ е предложен за пръв път от Вилхелм Йохансен през 1911 г., заедно с концепцията за генотип.

## Фактори, определящи фенотипа
Някои фенотипни характеристики са резултат единствено от гените, които носи организмът, като например цветът на очите. Други са повлияни значително от взаимодействието на организма с околната среда – например еднояйчните близнаци могат да се различават по ръст, тегло или по други основни физични характеристики, въпреки че носят едни и същи гени. Разликата се дължи на влиянието, което средата е оказала в течение на индивидуалния им живот.
Повечето фенотипни признаци се определят от повече от един ген, както и от факторите на средата, което прави изключително трудно, а понякога и невъзможно предсказването на даден фенотип по информацията, налична от един или няколко гена.
Генетиците обикновено правят изводите за генотипа на даден организъм при наблюдаването на фенотипа му, както и от информацията от родословното му дърво.

## Фенотипна вариация
Фенотипната вариация (дължаща се основно на генетичната вариация) е главна предпоставка за еволюцията при намесата на естествения отбор. Приспособимостта на организмите е зависима от характеристиките, които притежават, т.е. от специфичния фенотип. Без разлики между фенотиповете на организмите всички биха били с еднакви шансове за оцеляване.
Факторите, от които зависи фенотипното разнообразие, са генетичната програма (генотип), условията на средата и честотата на случайна вариация (мутации), резюмирани в следната зависимост:
генотип + околна среда + случайна вариация → фенотип
Пример за влиянието на случайните вариации са разликите в броя на фасетките в окото при индивид от плодовата мушица – срещат се индивиди с различен брой в лявото и дясното око, ситуация, в която всеки от двата случая отговаря на различен генотип. Възможно обяснение е, че в процеса на развитие (онтогенеза) е настъпила мутация, определила различен генотип, а оттам и фенотип за двете страни.
Тъй като с понятието фенотип се означава всяка характеристика на организма, била структурна, биохимична, физиологична и дори поведенческа, всяко малко отклонение от нормата дава различен шанс за оцеляване.